# Мартін Німеллер
Емі́ль Ґу́став Фрі́дріх Ма́ртін Німеллер (нім. Emil Gustav Friedrich Martin Niemöller; 14 січня 1892, Ліппштадт, провінція Вестфалія, зараз Північний Рейн-Вестфалія — 6 березня 1984, Вісбаден, Гессен) — німецький теолог, лютеранський пастор, антинацистський діяч. Прославився завдяки відомим словам «Коли вони прийшли…».
Спочатку Німеллер підтримував політику Гітлера щодо боротьби проти комунізму, сіонізму та атеїзму, однак згодом розчарувався в ній. 1934 року став співзасновником Сповідницької Церкви (нім. Bekennende Kirche) — опозиційного об'єднання німецьких церков, яке відмовлялося співпрацювати з націонал-соціалістичною владою. Заарештований, у 1938–1945 роках перебував у таборах Заксенгаузен і Дахау. Після війни став одним із антивоєнних активістів, пацифістом, закликав світ відмовитися від ядерної зброї. Ініціатор «Штуттґартської декларації вини», яку 1945 року опублікувала Євангелічна церква Німеччини, де Церква визнає свою провину за недостатній спротив нацизму в період Третього Рейху. Мартін Німеллер був віце-президентом «Інтернаціоналу противників війни», президентом Всесвітньої ради церков (1961–1968).

## Життєпис

### Юність, військова служба

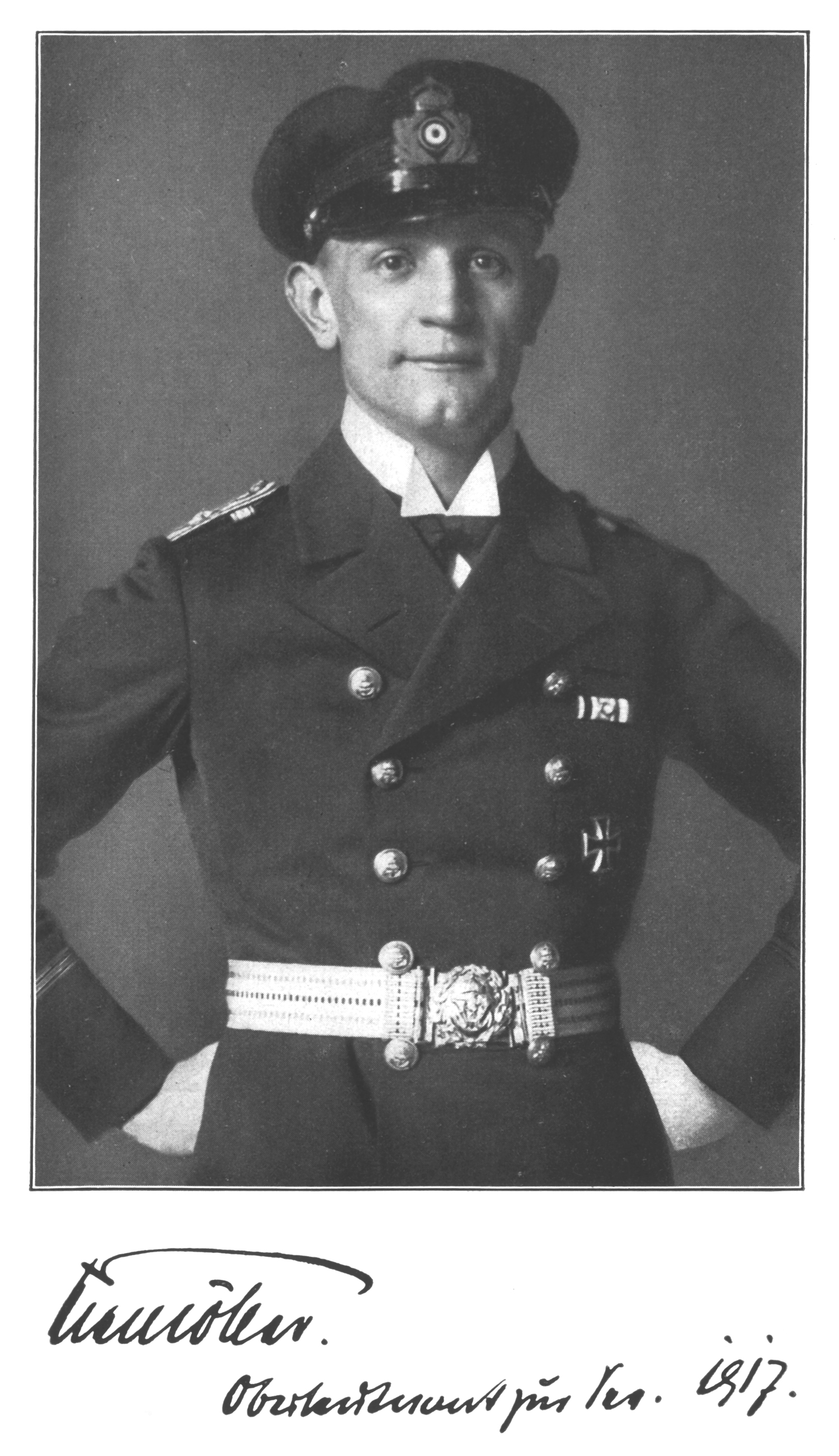
Оберлейтенант-цур-зее Німеллер.

Народився в сім'ї пастора. 1900 року сім'я переїхала в Ельберфельд (зараз входить до складу міста Вупперталь). Навчався в евангелістичній гімназії, яку закінчив з відзнакою 1910 року. Вступив до Імператорських військово-морських сил; до і під час Першої світової війни служив на флоті, пішов добровольцем служити на підводних човнах. Старший лейтенант (Oberleutnant zur See), нагороджений Залізним хрестом 2-го та 1-го класу. 1917 року підводний човен, де служив Німеллер, перевозив з Дакару інтернованих німецьких громадян, серед яких був майбутній нобелівський лауреат Альберт Швейцер, з яким Мартін Німеллер згодом потоваришував, і після 1945 року вони спільно закликали до ядерного роззброєння. З 15 червня по 29 листопада 1918 року — командир підводного човна UC-67, командуючи яким під час німецько-англійських морських боїв у Середземному морі, отримав від англійців прізвисько «Мальтійська кара» (англ. the Scourge of Malta). Всього за час бойових дій потопив 3 кораблі загальною водотоннажністю 9 903 тонни.
1919 року одружився з Ельзою Бремер (нім. Else Bremer). Вона народилася 20 липня 1890 року в Ельберфельді, а загинула 7 серпня 1961 року внаслідок ДТП у Данії.
1920 року — командир добровольчого батальйону фрайкору, брав участь у придушенні повстання рурських робітників.

### Пастор
Після Першої світової Мартін Німеллер вирішив стати священиком, а роки війни описав у книзі «Від підводного човна до амвона» (нім. Vom U-Boot zur Kanzel, 1934).
Висвячений на пастора 1924 року. 1929 року очолив «Євангелічне товариство» — виборчий комітет у міській раді Мюнстера. 1931 року став парохом у районі Далем (Берлін).
Після приходу НСДАП до влади виступав проти ухвалення антиєврейських законів (наприклад, «Арійський параграф») і співпраці Церкви з нацистами.
1934 року видав книгу спогадів «Від підводного човна до амвона» (нім. Vom U-Boot zur Kanzel), яка розійшлася накладом понад 90 тисяч примірників.
Заарештований 1 липня 1937, переведений до Моабітської в'язниці в Берліні. Судовий процес закінчився 2 березня 1938 року виправдувальним вироком, однак це не задовольнило Адольфа Гітлера, який наказав запроторити Німеллера до концентраційного табору Заксенгаузен. Упродовж 1938–1945 роках перебував у таборах Заксенгаузен і Дахау. У квітні 1945 року групу ув'язнених, серед яких перебував і Німеллер, транспортували з Баварії (де знаходився Дахау) до Тіроля для фізичного знищення. Їх звільнили американські війська.
Мартін Німеллер повернувся до церковної діяльності. Він виступав за перебудову Церкви, був обраний заступником голови Євангелічної церкви Німеччини. Ініціатор і підписант «Штуттґартської декларації вини» 19 жовтня 1945 року, в якій ЄЦН визнає свою провину за недостатній спротив нацизму в період Третього Райху.
Учасник засідання Всесвітньої ради церков у Женеві 1946 року, а 1948 року взяв участь у Генеральній асамблеї Всесвітньої ради церков в Амстердамі.
Співавтор і підписант «Дармштадської заяви про політичний шлях нашого народу» (Darmstädter Wort zum politischen Weg unseres Volkes), опублікованої 8 серпня 1947 року. Це заява про політичну відповідальність Євангелічної церкви Німеччини за наслідки націонал-соціалізму. Крім Німеллера, серед авторів та редакторів цього тексту були німецькі теологи Ганс Йоахім Іванд, Карл Барт і Германн Діем.
Упродовж 1947–1964 років очолював Євангельські церкви Гессе та Нассау.

### Антивоєнна діяльність
1946 року розпочав активну міжнародну діяльність, провів тур із лекціями по США. Розпочав діалог між сторонами Холодної війни.
У повоєнні роки перебував з візитами в Данії, Норвегії, Швеції, Англії, Ірландії, Австралії, Новій Зеландії. 1951 року виступав з лекціями в НДР і Югославії, а наступного року на запрошення патріарха Московського і всієї Русі Алексія I відвідав Радянський Союз.
У 1950-х також бував в Індії, Чехословаччині, Польщі, зустрічався з німецькими та закордонними політиками (Конрад Аденауер, Джавахарлал Неру), виступав за відмову від ядерної зброї. 1965 року в Північному В'єтнамі проводив зустріч із Хо Ші Міном.

## Військові звання
- Морський кадет (1 квітня 1910)
- Фенріх-цур-зее (15 квітня 1911)
- Лейтенант-цур-зее (27 вересня 1913)
- Оберлейтенант-цур-зее (22 березня 1916)
- Капітан-лейтенант запасу (27 грудня 1919)

## Нагороди
- Залізний хрест
  - 2-го класу (1916)
  - 1-го класу (1918)
- Хрест «За військові заслуги» (Австро-Угорщина) 3-го класу з військовою відзнакою
- Орден «За військові заслуги» (Вюртемберг), лицарський хрест
- Почесний хрест ветерана війни з мечами
- Плакета духовної місії Віхерна
- Міжнародна Ленінська премія «За зміцнення миру між народами» (СРСР;1967)
- Орден «За заслуги перед Федеративною Республікою Німеччина», великий хрест 1-го ступеня (1971)
- Медаль Леніна в золоті (НДР; 1971)
- Медаль Вільгельма Лойшнера (1972)
- Медаль миру Альберта Швейцера
- Німецька медаль миру в золоті (НДР; 1977)
- Почесний доктор університетів Ідена, Будапешта, Геттінгена, Галіфакса, Нью-Делі та Чикаго
- Почесний громадянин міста Вісбаден